# Dissolução do Império Otomano
A dissolução do Império Otomano foi um período que se estendeu de 1908 a 1922. Seguiu-se, ou foi o culminar do chamado período de declínio do império e iniciou-se com a Revolução dos Jovens Turcos, que levou ao estabelecimento do segundo período constitucional. A abolição do sultanato otomano em  1 de novembro de 1922 pela Grande Assembleia Nacional da Turquia criada pelos nacionalistas turcos, protagonistas da Guerra de Independência da Turquia, marca o fim do império, que foi dividido entre a nova República da Turquia e as grandes potências vitoriosas da Primeira Guerra Mundial.

## Insatisfação com o regime constitucional

### União de Creta com a Grécia em 1908
Logo após a revolução de 1908, os deputados cretenses declararam união com a Grécia tirando proveito da revolução, assim como o período de férias de Zaímis (o alto-comissário grego em Creta), distante da ilha. A questão de 1908 ficou sem solução entre o império e os cretenses. Em 1909, após a eleição do parlamento, a estrutura de governo, o Comitê para a União e o Progresso (CUP) decidiu que, se a ordem fosse mantida e os direitos dos muçulmanos fossem respeitados, o problema seria resolvido com negociações.

## Guerra Italiana de 1911

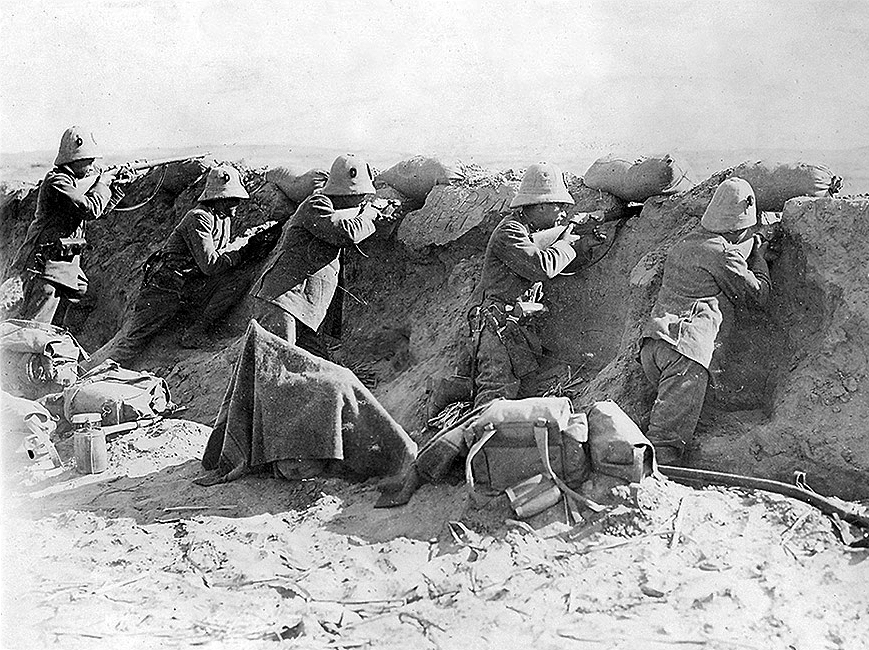
Forças italianas em Trípoli

A Itália declarou guerra ao Império Otomano em 29 de setembro de 1911, exigindo a entrega de Trípoli e Cirenaica. A resposta dos otomanos foi fraca, frente as forças italianas que tomaram essas áreas em 5 de novembro do mesmo ano (isto foi confirmado por um ato do Parlamento italiano em 25 de fevereiro de 1912). Apesar de curta, a guerra foi um importante precursor da Primeira Guerra Mundial, uma vez que despertou o nacionalismo nos estados dos Bálcãs. Vendo a facilidade com que os italianos derrotaram os otomanos desorganizados, os membros da Liga Balcânica atacaram o Império Otomano antes que a guerra com a Itália tivesse terminado.

## Guerra dos Bálcãs, 1912-1913

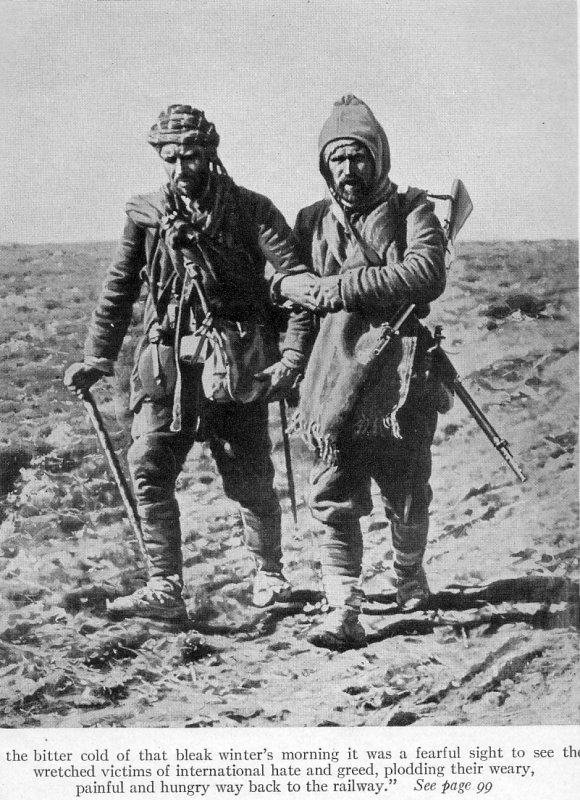
Sofrimento dos soldados otomanos após a Primeira Guerra dos Bálcãs em 1913

Os três novos estados dos Bálcãs formados no final do século XIX e Montenegro, procuravam territórios adicionais na Albânia, Macedônia e regiões da Trácia, por trás de seus argumentos nacionalistas. O surgimento incompleto desses Estados-nação nas margens do Império Otomano durante o século XIX definiram o cenário para a Guerra dos Bálcãs. Em 10 de outubro de 1912, uma nota coletiva das potências foi entregue em Constantinopla. O Comitê para a União e o Progresso respondeu às demandas das potências europeias sobre as reformas na Macedônia em 14 de outubro. Mas antes que outra ação pudesse ser tomada a guerra eclodiu. Enquanto potências pediam ao Império Otomano por uma reforma na Macedônia, sob o incentivo da Rússia, uma série de acordos foram concluídos: entre a Sérvia e a Bulgária em março de 1912, entre a Grécia e a Bulgária em maio de 1912, e Montenegro, posteriormente celebrou acordos com a Sérvia e Bulgária, respectivamente, em outubro de 1912. O acordo sérvio-búlgaro especificamente reivindica a partição da Macedônia, que resultou na Primeira Guerra dos Bálcãs. Em 1913, uma revolta nacionalista estourou na Albânia, e em 8 de outubro, a Liga Balcânica, consistindo na Sérvia, Montenegro, Grécia e Bulgária, orquestrou um ataque conjunto ao Império Otomano. A grande marcha das forças búlgaras na Trácia empurrou os exércitos otomanos às portas de Istambul. A Segunda Guerra dos Bálcãs eclode logo em seguida. A Albânia declarou a independência em 28 de novembro, Império Otomano concordou com um cessar-fogo em 2 de dezembro, e as perdas de seu território foram finalizadas em 1913 nos tratados de Londres e Bucareste. A Albânia tornou-se independente, e os otomanos perderam quase todo o seu território europeu (Kosovo, Sanjaco de Novi Pazar, Macedônia e Trácia Ocidental) para os quatro aliados.

### Cessão de Kuwait, 1913
A Convenção Anglo-Otomana de 1913 foi um acordo de curta duração assinado em julho de 1913 entre o sultão otomano Mehmed VI e os britânicos sobre várias questões. No entanto, seria a questão sobre o status do Kuwait, que veio a resultar de longa duração somente, no que seu êxito foi de independência formal para o Kuwait.
Durante a Primeira Guerra Mundial, o Império Otomano foi financeiramente mutilado e as forças invasoras britânicas invalidaram a Convenção Anglo-Otomana, declarando Kuwait como um "xerifado independente sob protetorado britânico."

### Cessão da Albânia, 1913
A Albânia esteve sob domínio otomano a partir de 1478. Quando a Sérvia, Montenegro e Grécia reivindicaram territórios povoados pelos albaneses durante as Guerras dos Bálcãs, os albaneses declararam a independência.
As grandes potências europeias endossaram uma Albânia independente em 1913, após a Segunda Guerra dos Bálcãs deixando fora da fronteira albanesa mais da metade da população albanesa, territórios que foram divididos entre Montenegro, Sérvia e Grécia. Os albaneses foram auxiliados por Aubrey Herbert, um deputado britânico que apaixonadamente defendia sua causa em Londres. Como resultado, a Herbert foi oferecida a coroa da Albânia, mas foi dissuadido pelo primeiro-ministro britânico, Herbert Henry Asquith, de aceitar. Em vez disso, a proposta foi para Guilherme de Wied, um príncipe alemão, que aceitou e tornou-se soberano do novo Principado da Albânia.
O jovem Estado, no entanto, entrou em colapso dentro de semanas no início da Primeira Guerra Mundial

## Primeira Guerra Mundial, 1914-1918

### Guerra com a Rússia

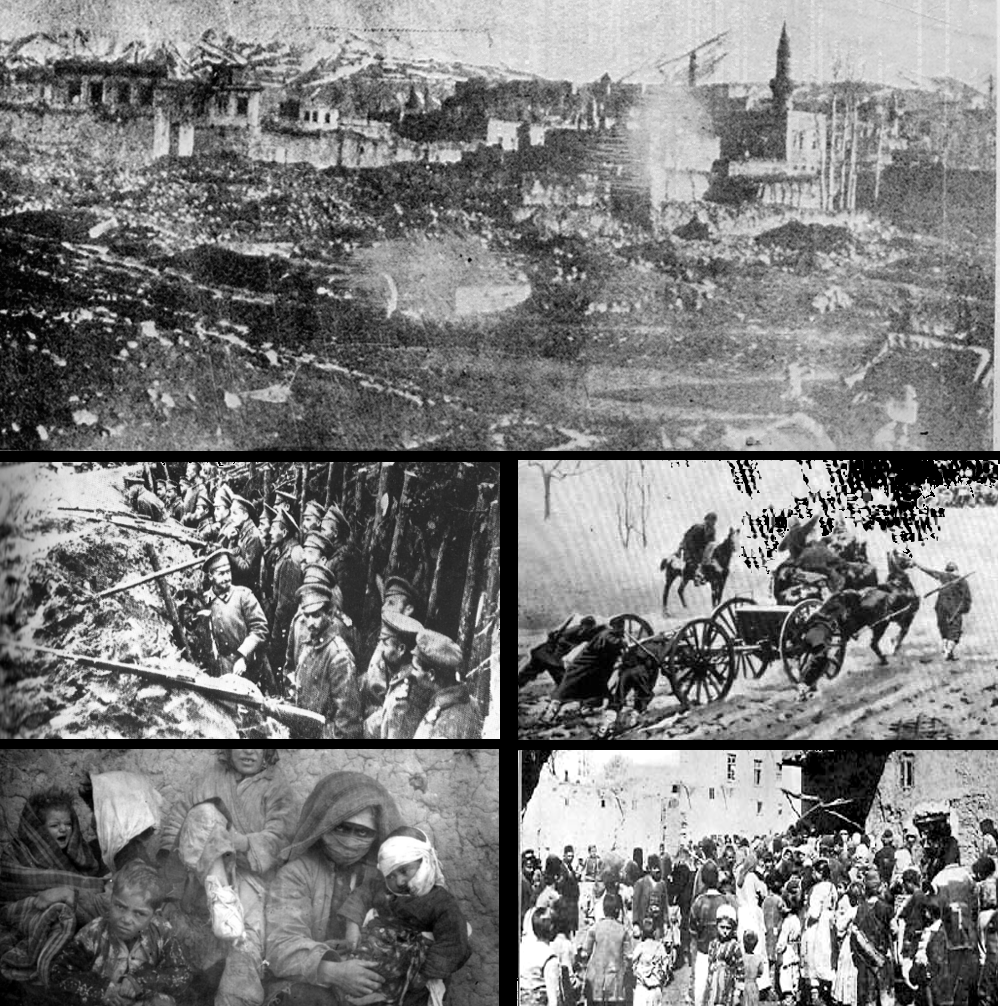

A entrada otomana na guerra, aumentou consideravelmente os encargos militares da Tríplice Entente. A Rússia teve que lutar na Campanha do Cáucaso sozinha e na Campanha Persa, juntamente com o Reino Unido.
İsmail Enver Paxá partiu para a Batalha de Sarecamixe com a intenção de recapturar Batumi e Carse, invadindo e ocupando a Geórgia e o noroeste da Pérsia, além dos campos de petróleo. Combatendo os russos no Cáucaso, no entanto, os otomanos perderam terreno, e mais de 100.000 soldados, em uma série de batalhas.
A Revolução Russa de 1917 daria aos otomanos uma nova chance. Nem os soldados russos nem o povo russo queriam continuar na guerra. Em 9 de março de 1917, o Comité Especial Transcaucásico foi constituído com membro da Duma, Vasily Kharlamov, como presidente para substituir o vice-rei imperial Nicolau Nikolaevich da Rússia pelo Governo Provisório Russo como o maior órgão do corpo administrativo civil na Transcaucásia. Em 5 de dezembro de 1917, o Armistício de Erzinjane foi assinado entre os russos e otomanos em Erzinjane pondo fim aos conflitos armados entre a Rússia e o Império Otomano. Em 3 de março, o grão-vizir Talat Paxá assinou o Tratado de Brest-Litovsk com a República Socialista Federativa Soviética da Rússia que estipulava que a Rússia bolchevique cederia Batum, Carse e Ardacane, territórios que haviam sido capturados pela Rússia durante a Guerra Russo-Turca de 1877–1878.

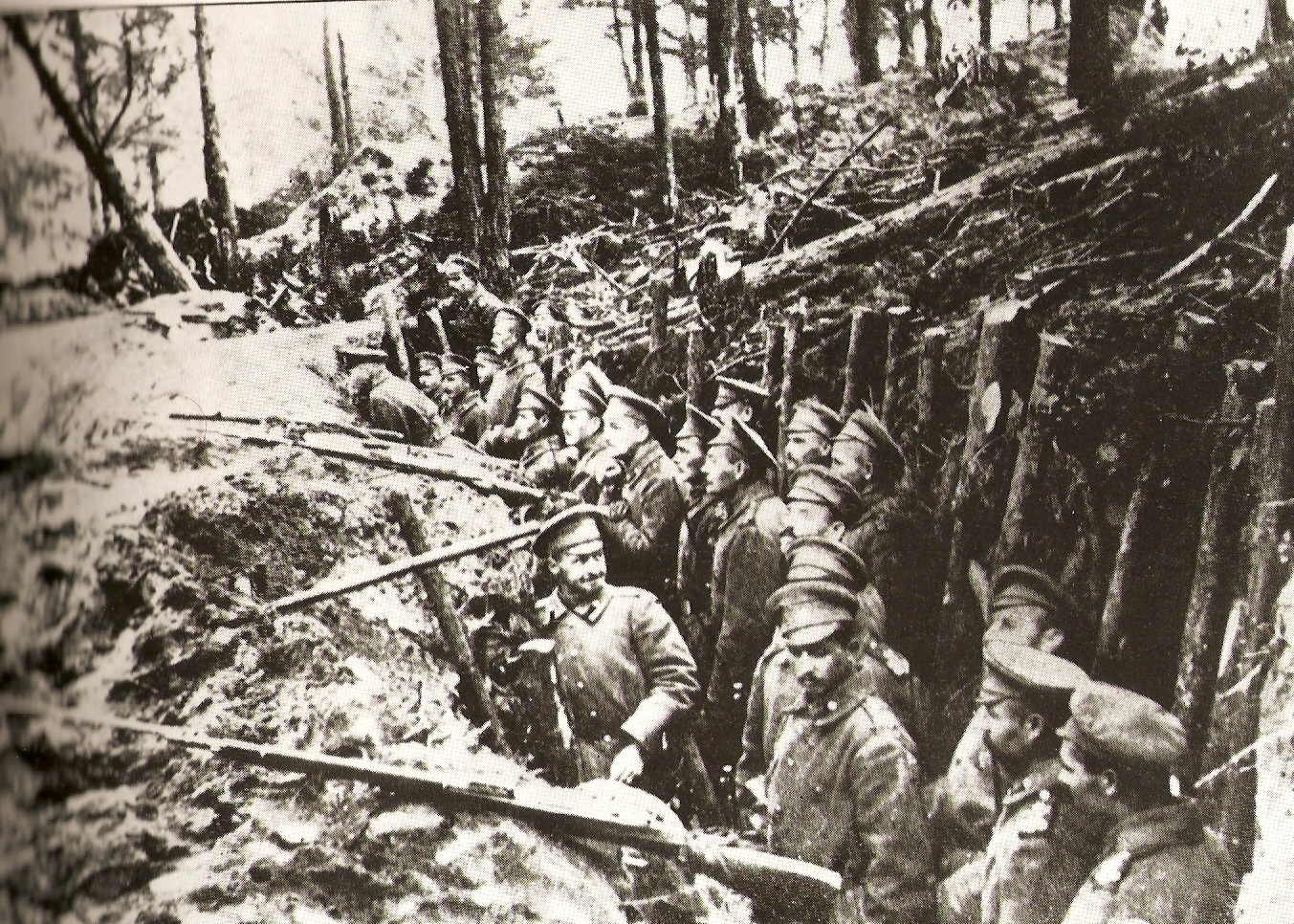
Em 1914, cossacos do Exército Russo do Cáucaso na batalha de Sarecamixe.
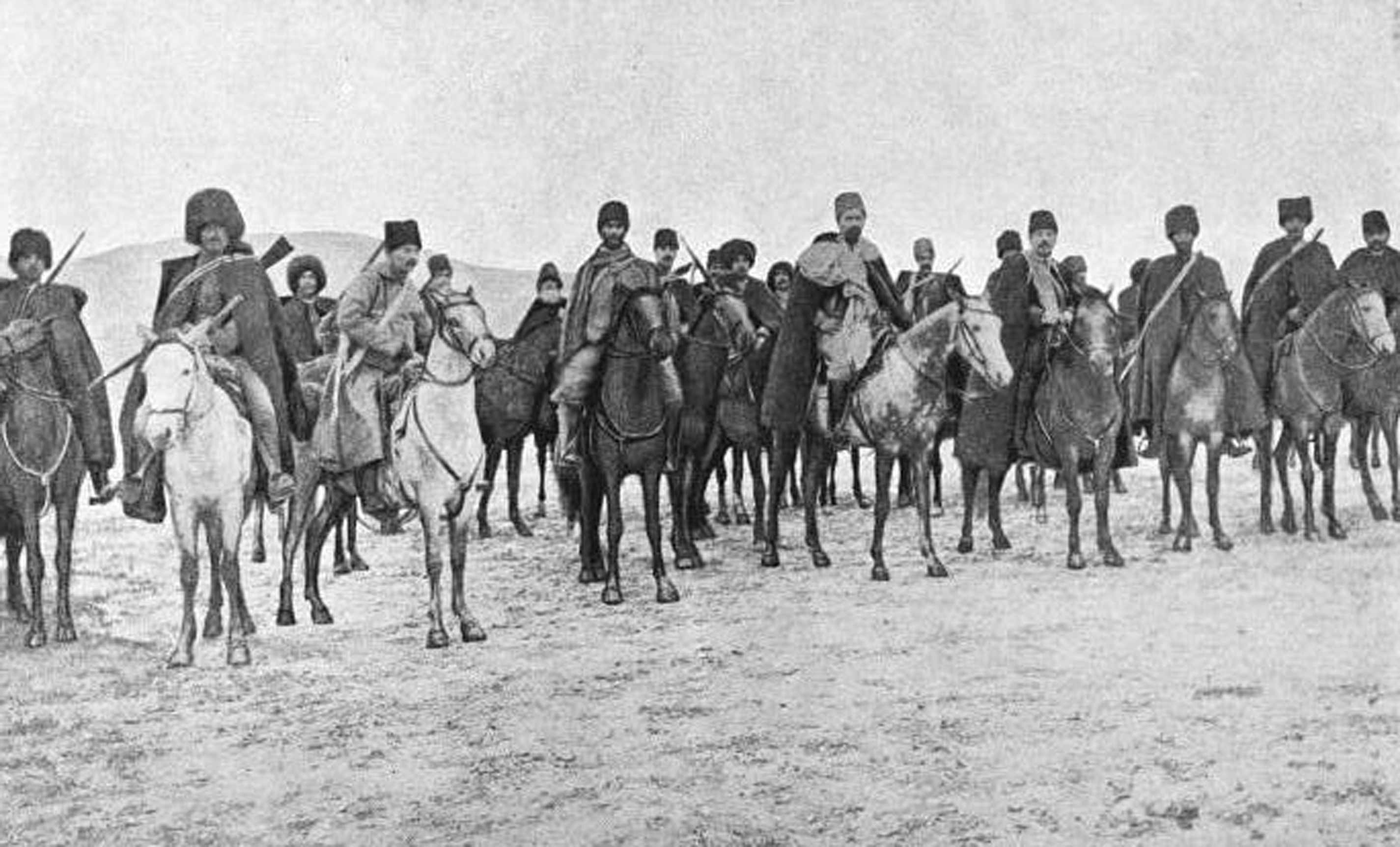
Em 1914, a equipe das unidades voluntárias armênias; na foto: Khetcho, Drastamat Kanayan, Karekin Pastermadjian

### Guerra com a Grã-Bretanha e França

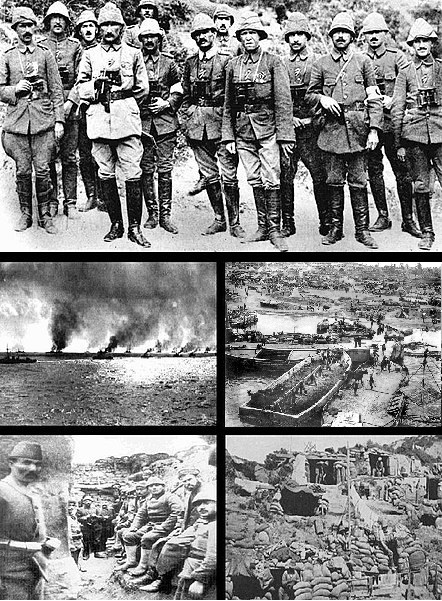
Fevereiro e abril de 1915, Batalha de Galípoli

O Reino Unido foi obrigado a defender o território da Índia e as regiões petrolíferas no Pérsico sul empreendendo a Campanha da Mesopotâmia. A Grã-Bretanha também teve que proteger o Egito na Campanha do Sinai e da Palestina. Estas campanhas deslocaram os recursos dos Aliados e aliviaram a Alemanha.
Inicialmente, Ahmed Djemal ordenou a reunião de um exército na Palestina para ameaçar o Canal de Suez. Em resposta, os Aliados, incluindo o Australian and New Zealand Army Corps ("ANZAC"), abriram outra frente com a Campanha de Galípoli, que terminou numa vitória otomana. Os otomanos foram derrotados devido aos importantes ataques realizados pelo general britânico Edmund Allenby a leste.

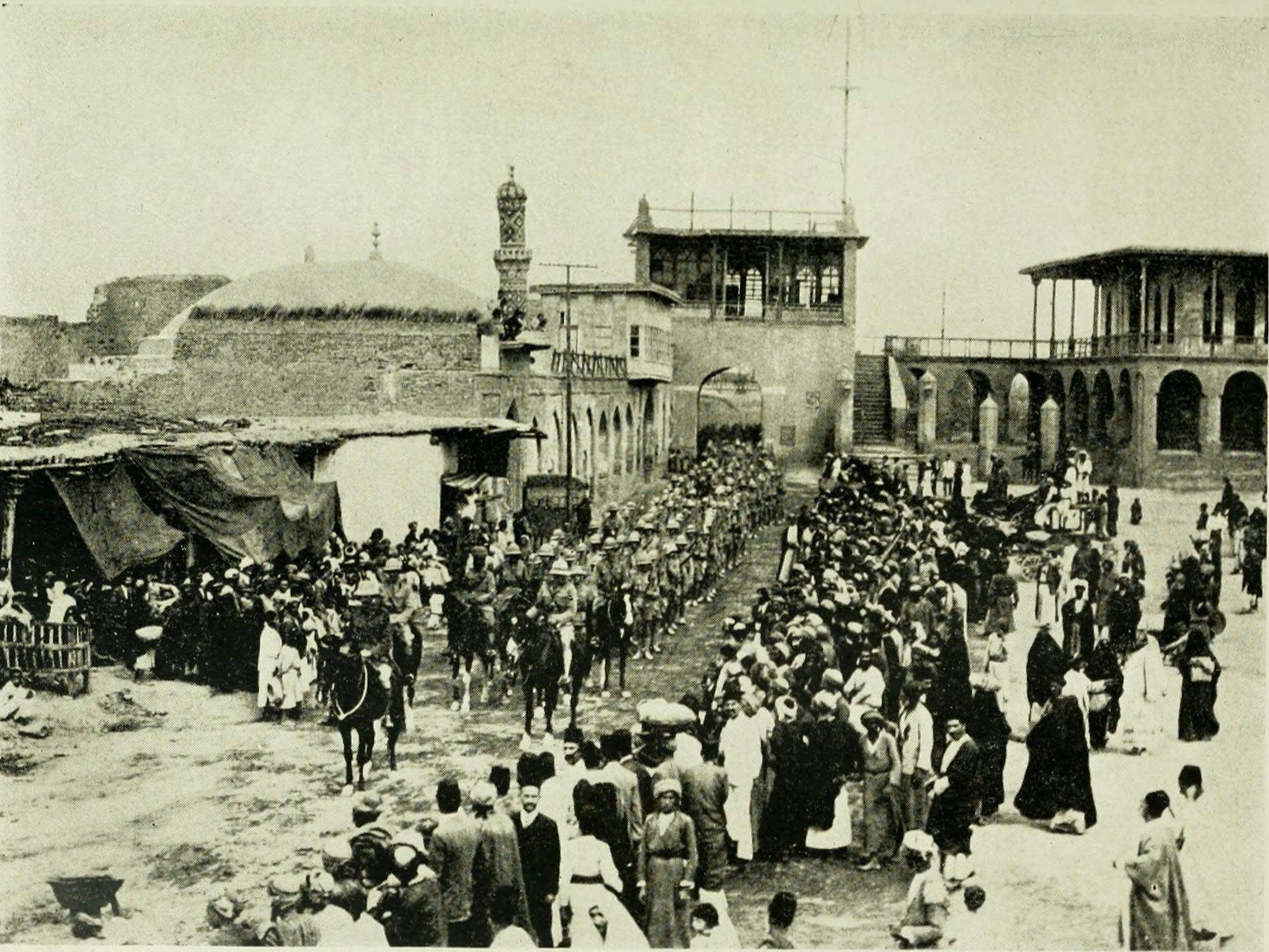
Março de 1917, as tropas britânicas entram em Bagdá
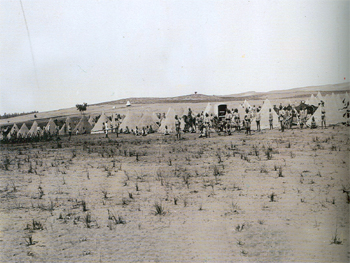
Quartel-General do Sexto Exército
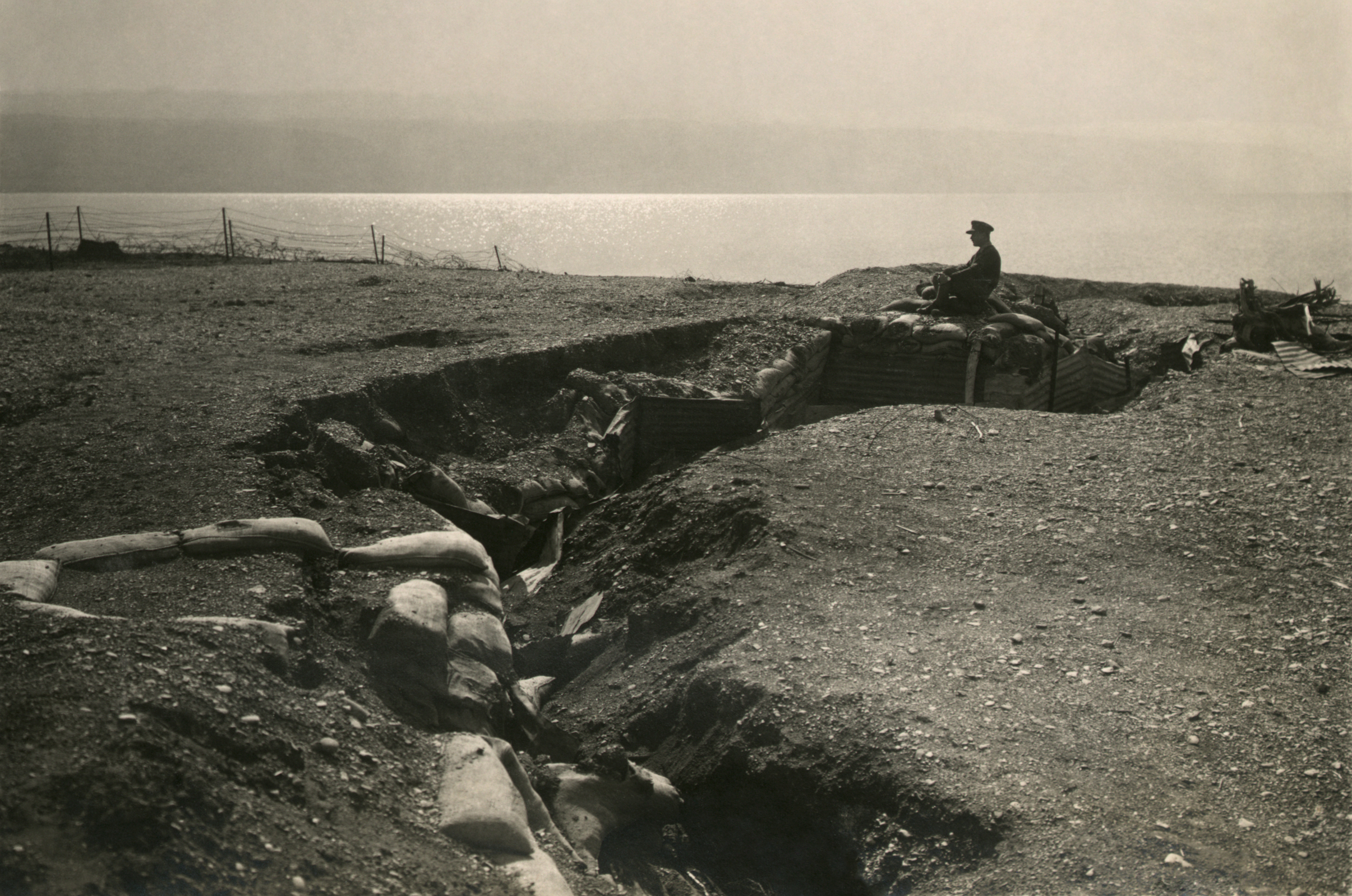
Em 1917, as forças otomanas às margens do mar Morto

### Império Otomano na frente doméstica
O xarife de Meca Huceine ibne Ali se rebelou contra o domínio otomano durante a Revolta Árabe de 1916. Numa troca de cartas com o Alto Comissário britânico Henry McMahon, foi convencido de que a sua assistência no lado da Tríplice Entente seria recompensada por um império árabe abrangendo toda a extensão entre o Egito e a Pérsia, com a exceção das possessões imperiais e interesses no Kuwait, Aden e na costa da Síria. Hussein foi o líder oficial da revolta árabe contra os otomanos.
Durante a Primeira Guerra Mundial, o governo otomano também enfrentou dificuldades no frente doméstica, incluindo rebeliões isoladas dos armênios na Anatólia Oriental que levaram a uma ordem para a Lei Tehcir de 1 de junho de 1915 a 8 de fevereiro de 1916 (deportação) de armênios da região. A maioria dos acadêmicos definem essas deportações como genocídio armênio. 

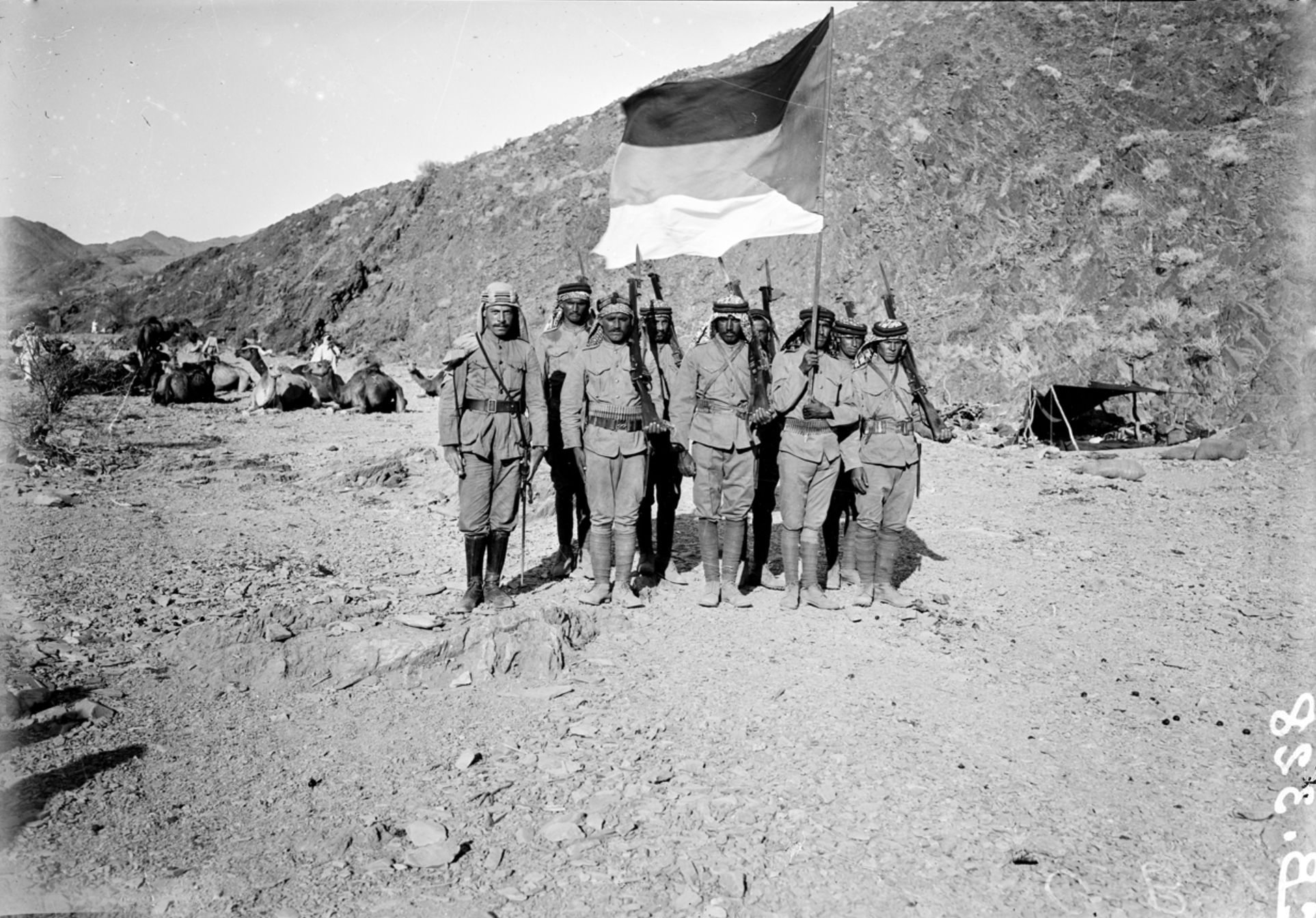
Soldados do Xarife de Meca carregando a bandeira árabe durante a Revolta Árabe de 1916-1918
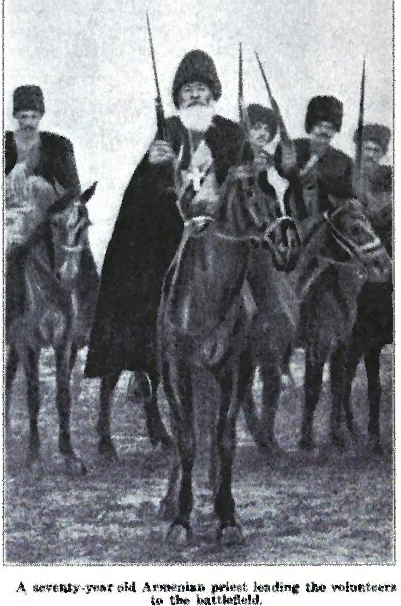
Sacerdote idoso liderando os armênios durante a resistência armênia
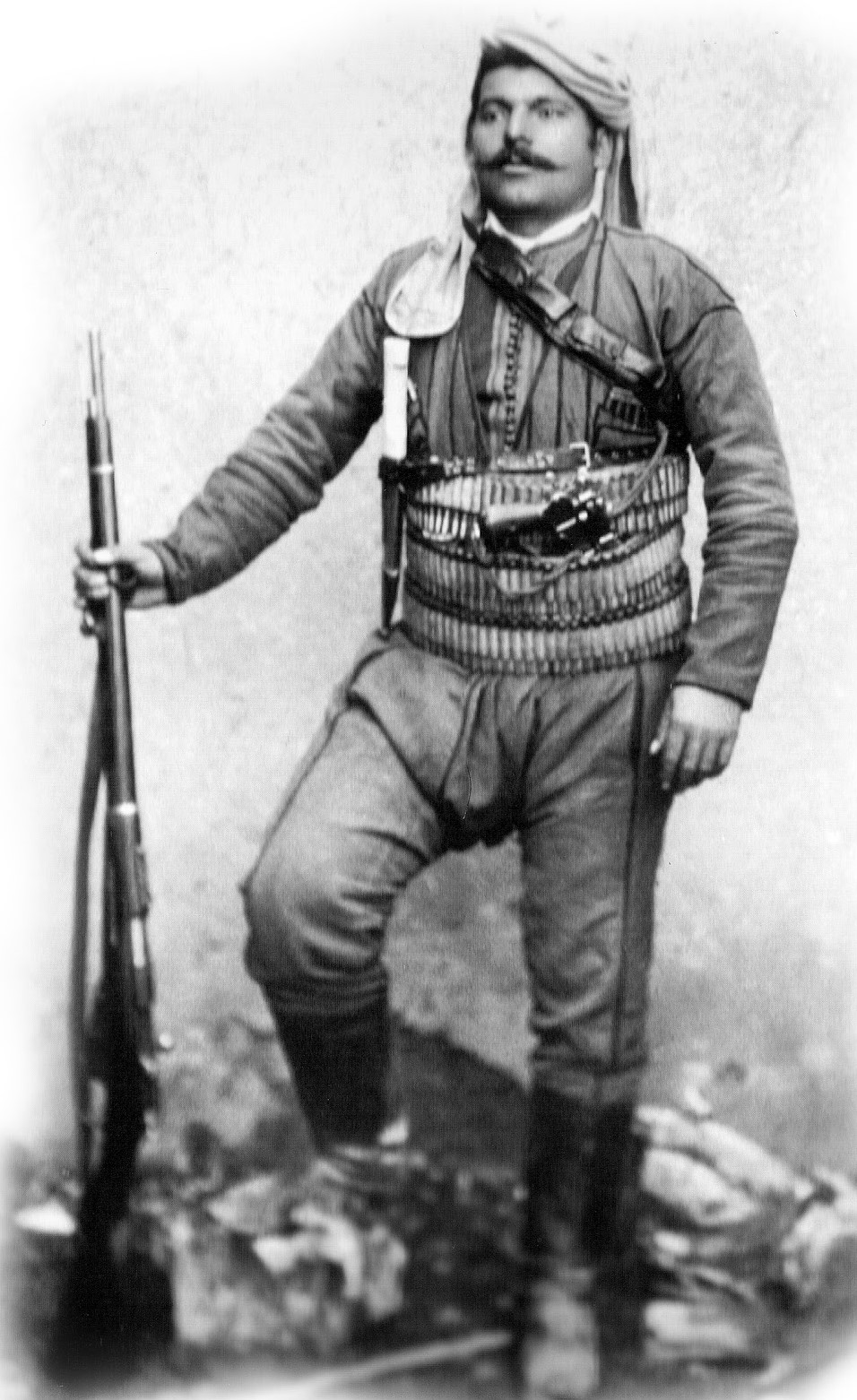
Murad de Sebastia e seus companheiros lutaram em Sivas durante 1915. Mais tarde, Mourat liderou seus voluntários na Batalha de Erzinjan (1916) e morreu na Batalha de Baku (1919).

## Partição do Império
O acordo de paz inicial com o Império Otomano foi o Armistício de Mudros. Isto foi seguido pela Ocupação de Constantinopla. A divisão do Império Otomano trouxe conflitos internacionais que foram discutidos durante a Conferência de Paz de Paris de 1919. O acordo de paz, o Tratado de Sèvres, seria assinado pelo Império Otomano e os Aliados.
O Tratado de Sèvres apresentou um dos mais espinhosos problemas antes da Conferência de Paz de Paris de 1919. O texto do tratado com otomanos não foi divulgado até maio de 1920. Contrariando as expectativas gerais, Sultanato não foi rescindido e foi permitido aos turcos manter Constantinopla e uma pequena faixa de território ao redor da cidade. As margens do Bósforo e de Dardanelos eram previstas para serem internacionalizadas, para que as portas do mar Negro ficassem abertas. O interior da Ásia Menor (Anatólia), a primeira sede do poder otomano há seis séculos, continuava sob soberania turca.
O Reino Unido obteve praticamente tudo o que havia buscado — segundo com o secreto Acordo Sykes-Picot feito em conjunto com a França em 1916, enquanto a guerra ainda transcorria — a partir da partição do império. Seus termos foram reconhecidamente graves e foram amplamente criticados como vingativos. Os anos subsequentes mostraram que eram também impraticáveis. Sèvres foi o fim do Império Otomano.

### Questão do Comité de União e Progresso
O Comité de União e Progresso foi o partido no poder durante este período. A Corte Marcial da Turquia de 1919-20 foram cortes martiais, em que os dirigentes e antigos oficiais do Comité de União e Progresso foram à julgamento sob as acusações de subversão da Constituição, especulação da guerra, e pelos massacres dos gregos e armênios. As cortes marciais se tornaram um palco para batalhas políticas. Os julgamentos ajudaram a enraizar a União Liberal no cenário político.

### Questão do Sultanato

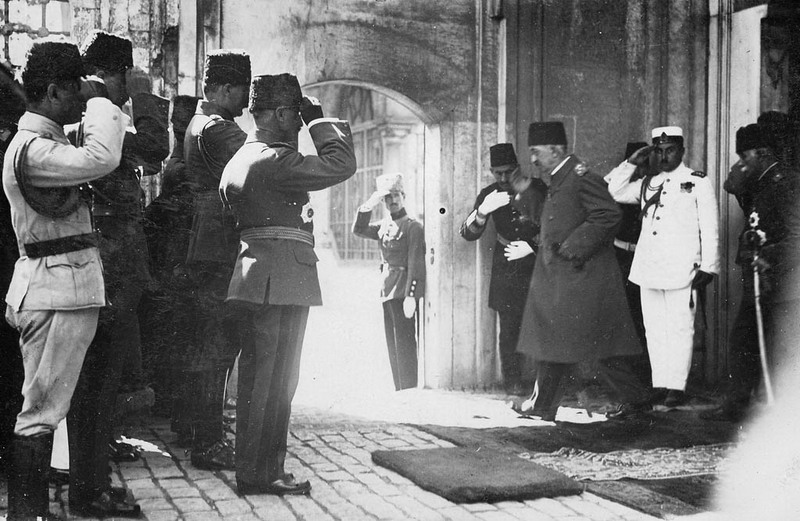
Saída de, o último sultão do Império Otomano, do Palácio Dolmabahçe, poucos dias antes de embracar parao exílio num navio da Marinha Britânica

O Tratado de Sèvres nunca foi destinado a ser ratificado. As eleições foram realizadas em toda Anatólia e com a participação de alguns parlamentares, que tinham escapado de Constantinopla, um novo governo foi formado em Ancara. O restante da história é a Guerra de Independência Turca. O Tratado de Lausanne fez o novo Estado turco ser reconhecido internacionalmente. Este novo Estado deu o "golpe de misericórdia" no Estado otomano em 1922, com a queda do sultão Mehmed VI pela nova assembleia republicana da Turquia.

### Questão do Califado

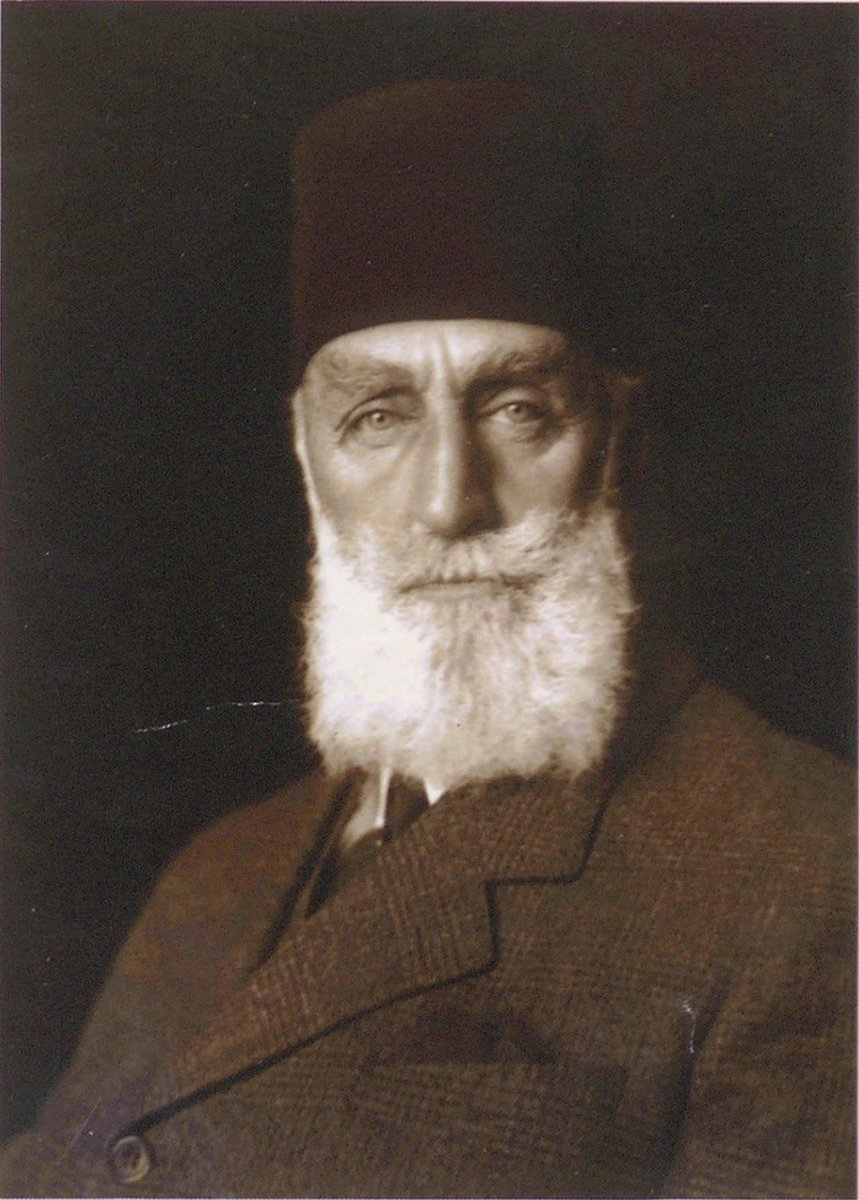
Abdul Mejide II, o último califa otomano

Além do controle dos territórios, outra questão de importância se originou a partir do califado otomano. Os califas otomanos nunca reivindicaram ser descendentes religiosos do Profeta, mas eles eram, ainda assim uma figura de autoridade importante dentro do Império Otomano. Os muçulmanos da Índia e da Anatólia apoiavam e reconheciam o califado otomano por exemplo. Como sultões do Império, os governantes otomanos tinham uma posição muito forte, mas o sultão de Marrocos, os madistas do Sudão-Egípcio, os senussi no deserto da Líbia, os uaabitas na Arábia Central, nunca reconheceram o título de califa como sendo superior do que os sultões como o líder de Estado. Esse reconhecimento também não foi dado pelos árabes do Hejaz, Palestina e Síria, que contêm os lugares santos de Meca, Medina e Jerusalém.
O último remanescente oficial do império — o título de califa — foi constitucionalmente abolido em 3 de março de 1924. Com a abolição do califado otomano pela Grande Assembleia Nacional da Turquia, em todo o país de Meca a Alepo, o nome do califa otomano foi substituído na liturgia de sexta-feira pelo xarife de Meca, Huceine ibne Ali, o guardião hereditário das cidades sagradas do Hejaz, que brevemente assumiu o título de califa.